# Trèo cây Himalaya
Trèo cây Himalaya, tên khoa học Sitta himalayensis, là một loài chim trong họ Sittidae. Chúng được tìm thấy ở Ấn Độ, Bhutan, Lào, Myanmar, Nepal, Trung Quốc và Việt Nam.